# Streetlife Serenade
Streetlife Serenade je tretji studijski album ameriškega kantavtorja Billyja Joela, ki je izšel 11. oktobra 1974.
Joelov naslednik albuma Piano Man, Streetlife Serenade ni dosegel uspeha svojega predhodnika. Album označuje začetek hladnega Joelovega razmerja s kritiki in glasbeno industrijo. Razočaran, ker je bila, po mnenju založbe, skladba »Piano Man« predolga za predvajanje po radiu, je Joel napisal skladbo »The Entertainer« kot sarkastičen odgovor: »If you're gonna have a hit, you gotta make it fit, so they cut it down to 3:05«.
Skladba je dosegla 34. mesto na ameriški lestvici singlov. Sam album je dosegel 35. mesto lestvice, prodan pa je bil milijon izvodov albuma.
Album vsebuje dve skladbi, ki jih je Joel pogosto izvajal na svojih koncertih v 70. letih: instrumentalno »Root Beer Rag« in kratko skladbo »Souvenir«, ki jo je Joel pogosto izvajal na koncertih kot zadnjo skladbo. Dve drugi »Streetlife Serenader« in »Los Angelenos« sta prav tako izšli na Joelovem prvem albumu v živo Songs in the Attic, leta 1981.
Joel je dejal, da je v tem času nastopal po klubih in gledališčih kot predskupina izvajalcem kot so The Beach Boys, kar mu je puščalo malo časa za pisanje novih skladb, vendar je bil pred izidom novega albuma pod pritiskom. Joel je še dejal, da ni imel veliko skladb, zato album vsebuje dve instrumentalni skladbi: »Root Beer Rag« in »The Mexican Connection«. Na zadnji strani ovitka je slika bosonogega Joela, sedečega na stolu v vidnem nezadovoljstvu. Joel je o sliki dejal, da je nastala dva dni potem, ko so mu odstranili modrostne zobe.

## Seznam skladb
Avtor vseh skladb je Billy Joel.
| Stran 1 | Stran 1                        | Stran 1 |
| Št.     | Naslov                         | Dolžina |
| ------- | ------------------------------ | ------- |
| 1.      | „Streetlife Serenader‟         | 5:17    |
| 2.      | „Los Angelenos‟                | 3:41    |
| 3.      | „The Great Suburban Showdown‟  | 3:44    |
| 4.      | „Root Beer Rag‟ (instrumental) | 2:59    |
| 5.      | „Roberta‟                      | 4:32    |

| Stran 2 | Stran 2                                 | Stran 2 |
| Št.     | Naslov                                  | Dolžina |
| ------- | --------------------------------------- | ------- |
| 1.      | „The Entertainer‟                       | 3:48    |
| 2.      | „Last of the Big Time Spenders‟         | 4:34    |
| 3.      | „Weekend Song‟                          | 3:29    |
| 4.      | „Souvenir‟                              | 2:00    |
| 5.      | „The Mexican Connection‟ (instrumental) | 3:37    |

## Osebje
| - Billy Joel – klaviature, vokali, moog - Richard Bennett – kitara - Joe Clayton – konge, tolkala - Gary Dalton – kitara - Mike Deasey – kitara - Don Evans – kitara - Wilton Felder – bas kitara - Emory Gordy, Jr. – bas kitara - Al Hertzberg – kitara - Larry Knechtel – bas kitara - Art Munson – kitara - Raj Rathor – kitara - William Smith – orgle - Michael Stewart – kitara - Ron Tutt – bobni - Tom Whitehorse – banjo, pedal steel kitara | - Michael Stewart – producent - Ron Malo – inženir - Joseph M. Palmaccio – digitalni remastering - Michael Omartian, Billy Joel – aranžmaji - Ron Coro – oblikovanje - Ron Coro – umetniški direktor - Peter Cunningham, Jim Marshall – fotografija - John Naatjes – raziskovanje trakov |

## Lestvice
| Lestvica (1974)                | Najvišja uvrstitev |
| ------------------------------ | ------------------ |
| Avstralija (Kent Music Report) | 85                 |
| Kanada (RPM)                   | 16                 |
| ZDA (Billboard 200)            | 35                 |

| Regija     | Certifikat | Prodaja   |
| ---------- | ---------- | --------- |
| ZDA (RIAA) | Platinast  | 1,000,000 |